# Yakub Çelebi
Yakub Çelebi (1362 – Piana dei Merli, 28 giugno 1389) è stato un principe ottomano, figlio del sultano Murad I.

## Biografia
Yakub Çelebi nacque intorno al 1362 da Murad I, terzo sovrano ottomano, e da una madre ignota. 
Addestrato alle armi fin dalla gioventù, prese parte a tutte le campagne paterne, compresa quella in Kosovo, dove si combatté la battaglia dei Merli che costò la vita a Murad. In quel momento Yakub, al comando dell'ala sinistra, era lanciato all'inseguimento dei resti dell'armata del principe serbo Lazar Hrebeljanović, che riuscì infine a catturare e uccidere. 
Nel frattempo, il suo fratellastro Bayezid, rimasto col grosso dell'esercito, venne informato per primo della morte del padre e approfittò dell'assenza di Yakub per proclamarsi sultano col supporto degli ufficiali e dei membri del governo presenti. Conscio del rischio che Yakub rappresentava, soprattutto alla luce della ribellione di alcuni anni prima guidata da un altro figlio di Murad, Savci Bey, Bayezid, ora Bayezid I, ordinò di catturare il suo fratellastro appena rientrato e successivamente ne ordinò l'esecuzione, tramite strangolamento. 
Yakub Çelebi morì quindi il 28 giugno 1389 sulla Piana del Merli. Bayezid ordinò che suo corpo fosse riportato a Bursa e, dopo un lussuoso funerale, sepolto accanto a Murad I, malgrado Yakub si fosse in precedenza fatto costruire una tomba a Iznik.

## Famiglia
Yakub Çelebi aveva due consorti:
- Fülane Hatun, figlia di Costantino di Kostendil. Due sue sorelle sposarono rispettivamente il padre e il fratellastro di Yakub, Murad I e Bayezid I.
- Principessa Paleologa, figlia dell'imperatore bizantino Giovanni V e di sua moglie Elena Cantacuzena. Sposò Yakub nel 1386[1].

## Letteratura
- Yakub Çelebi è il protagonista di un romanzo medievale catalano, l'Història de Jacob Xalabín.
- Yakub Çelebi è un personaggio del film jugoslavo Battle of Kosovo (1989), interpretato da Marko Baćović.